# مانی این د بنک (۲۰۱۹)
مانی این د بنک (۲۰۱۹) (به انگلیسی: (2019) Money in the Bank) یک رویداد غیر رایگان (Pay-Per-View) در کشتی حرفه‌ای است که توسط کمپانی دبلیودبلیوئی و برای برندهای راو و اسمک‌داون تهیه می‌شود و این دوره‌اش هم در ۱۹ مِی ۲۰۱۹ و در مجموعه ورزشی ایکس‌ال سنتر شهر هارتفورد ایالت کنتیکت برگزار شد. این رویداد دهمین رویداد با نام مانی این د بنک بود.
دوازده مسابقه برگزار شد که یکی‌شان در پیش‌نمایش بود. در مسابقه اصلی، براک لزنر که شرکت‌کننده اعلام نشده بود، ناگهان وارد شد و برنده مسابقه مانی این د بنک شد؛ ری میستریو هم ساموآجو را شکست داد و قهرمان جدید کمربند یونایتد استیس شد. بِیلی هم در مسابقه زنان مانی این د بنک که در ابتدای بخش اصلی رویداد برگزار شد، برنده این مسابقه شد. کمی بعدتر، زمانی که بکی لینچ در مسابقه‌اش با لِیسی اِوِنس، کمربند راو خود را حفظ کرده بود، بِیلی با کش کردن چمدان خود بر روی شارلوت فلر (که با پیروزی، کمربند زنان اسمک‌داون را از بکی لینچ گرفته بود) کَش کرد و برنده کمربند زنان اسمک‌داون شد. در دیگر مسابقات مهم، کوفی کینگستون مقابل کوین اوونز پیروز شد تا کمربند دبلیودبلیوئی خود را حفظ کند و سث رالینز هم با پیروزی مقابل ای جی استایلز کمربند یونیورسال دبلیودبلیوئی خود را حفظ کرد.

## زمینه‌سازی
مانی این د بنک شامل مسابقاتی بین دشمنی‌های موجود، ماجراهای پیش آمده و استوری‌هایی خواهد بود که پیش از این در برنامه‌های مختلف دبلیودبلیوئی پخش شده بود. کشتی‌گیرها با توجه به مسابقات یا سری اتفاقاتی که برایشان رخ می‌دهد و تنش را به حد اکثر می‌رساند، نقش منفی یا قهرمان به خود می‌گیرند.
در رسلمانیا ۳۵، در مسابقه‌اصلی، یک مسابقه برنده صاحب همه تریپل ترت برای قهرمانی هر دو کمربند زنان راو و اسمک‌داون بین راندا رَوزی، شارلوت فلر و بکی لینچ برگزار شد که بکی لینچ با پیروزی در این مسابقه تاریخ‌سازی کرد و دابِل چمپیون شد. در راو ۱۵ آوریل، ناتالیا با قهرمان زنان راو و اسمک‌داون یعنی بکی لینچ رودررو شد و از او خواست برای کمربند راو با او مسابقه دهد. لِیسی اِوِنس که تازه از اِن‌اِکس‌تی آمده بود ناگهان وارد شد؛ او طی تعیین برَند سوپراستارها، به راو فرستاده شده بود. اِوِنس هفته پیش هم از پشت به لینچ حمله کرده بود. سپس اونس با ناتالیا مسابقه داد تا در مانی این د بنک برای کمربند زنان راو با لینچ مسابقه دهد.
در راو ۲۲ آوریل، رییس اجرایی کمپانی یعنی تریپل اچ ترتیب دو مسابقه تریپل ترت را در همان شب داد که برنده آنها درهمان شب به مصاف هم می‌روند و برنده آن مسابقه هم رقیب شماره یک سث رالینز برای قهرمانی کمربند یونیورسال دبلیودبلیوئی خواهد شد.  ای‌جی استایلز که تازه از اسمک‌داون منتقل شده بود، دو انتقالی دیگر یعنی ری میستریو و ساموآ جو را در مسابقه اول شکست داد و بارون کوربین هم در مسابقه دیگر، درو مک‌اینتایر و انتقالی جدید یعنی د میز را شکست داد. سپس در مسابقه آخر، استایلز مقابل کوربین پیروز شد تا رقیب رالینز برای کمربمد یونیورسال در مانی این د بنک شود.
در اسمک‌داون ۲۳ آوریل، قهرمان سابق زنان اسمک‌داون یعنی شارلوت فلر معترض بود که بکی لینج در رسلمانیا ۳۵ راندا رَوزی را پین کرده و برنده کمربنده شده. لینچ گفت همینطوری به شارلوت یک شانس دیگر نخواهد داد و گفت که چالش‌های جدید می‌خواهد. در میان رقیبان جدید، بِیلی بود که تازه به اسمک‌داون منتقل شده بود که می‌گفت سزاوار یک فرصت برای کمربند لینچ است. فلر سپس مقابل بِیلی قرار گرفت و او را شکست داد تا رقیب لینچ در مانی این د بنک شود؛ لینچ مجبور است در یک شب دو بار مسابقه دهد: یک مسابقه برای کمربند زنان راو و یکی هم برای کمربند زنان اسمک‌داون.
در اسمک‌داون ۱۶ آوریل، مِستر مک‌ماهون الایِس را بزرگترین دارای تاریخ اسمک‌داون نامید. ناگهان رومن رینز که تازه به اسمک‌داون منتقل شده بود، به هردو آنها حمله کرد و سپس به مِستر مک‌ماهون سوپرمَن پانچ زد و گفت "مهم نیست اون چی میگه. حالا اینجا قلمرو منه". هفته بعد از آن، الایس و شین مک‌ماهون، رینز را ضرب و شتم کردند. سپس الایس رینز را به یک مسابقه در مانی این د بنک فراخواند که رینز پذیرفت.

## نتایج
| #                                                                                                 | نتایج | نوع مسابقه | مدت زمان |
| ------------------------------------------------------------------------------------------------- | --- | --- | -------- |
| ۱پ                                                                                                | د اوسوس (جیمی و جِی اوسو) پیروز مقابل دنیل براین و روئن                                                            | مسابقه تگ تیم | 11:05    |
| ۲                                                                                                 | بِیلی پیروز مقابل کارمِلا، دینا بروک، امبر مون، مندی رز (با همراهی سونیا دِویل)، نِیومی، ناتالیا و نیکی کراس          | مسابقه نردبان مانی این د بنک زنان برای بدست آوردن قرارداد مسابقه قهرمانی کمربند زنان اسمک‌داون یا راو                           | 13:50    |
| ۳                                                                                                 | ری میستریو پیروز مقابل ساموآ جو (c)                                                                               | مسابقه تک نفره برای قهرمانی کمربند ایالات متحده                                                                                | 1:40     |
| ۴                                                                                                 | شین مک‌ماهون پیروز مقابل د میز با فرار از قفس                                                                      | مسابقه قفس فولادین | 13:10    |
| ۵                                                                                                 | تونی نیس (c) پیروز مقابل آریا داوری                                                                               | مسابقه تک نفره برای قهرمانی کمربند میان‌وزن دبلیودبلیوئی                                                                        | 9:25     |
| ۶                                                                                                 | بکی لینچ (c) پیروز مقابل لِیسی اِوِنس                                                                                | مسابقه تک نفره برای قهرمانی کمربند زنان راو                                                                                    | 8:40     |
| ۷                                                                                                 | شارلوت فلر پیروز مقابل بکی لینچ (c)                                                                               | مسابقه تک نفره برای قهرمانی کمربند زنان اسمک‌داون                                                                               | 6:15     |
| ۸                                                                                                 | بِیلی پیروز مقابل شارلوت فلر (c)                                                                                   | مسابقه تک نفره برای قهرمانی کمربند زنان اسمک‌داون این مسابقه‌ای بود که در آن، بِیلی چمدان مانی این د بنک خود را کَش کرد            | 0:20     |
| ۹                                                                                                 | رومن رینز پیروز مقابل الاِیس                                                                                       | مسابقه تک نفره | 0:10     |
| ۱۰                                                                                                | سث رالینز (c) پیروز مقابل ای‌جی استایلز                                                                            | مسابقه تک نفره برای قهرمانی کمربند یونیورسال دبلیودبلیوئی                                                                      | 19:45    |
| ۱۱                                                                                                | کوفی کینگستون (c) پیروز مقابل کوین اوونز                                                                          | مسابقه تک نفره برای قهرمانی کمربند دبلیودبلیوئی                                                                                | 14:10    |
| ۱۲                                                                                                | براک لزنر (با همراهی پل هیمن) پیروز مقابل علی، آندراده، بارون کوربین، درو مک‌اینتایر، فین بَلر، رندی اورتن و ریکوشِی | مسابقه نردبان مانی این د بنک مردان برای بدست آوردن قرارداد مسابقه قهرمانی کمربند دبلیودبلیوئی یا کمربند یونیورسال دبلیودبلیوئی | 19:00    |
| - (c) – نشان‌دهنده قهرمان(هایی) است که به میدان می‌روند - پ – نشان‌دهنده این است که مسابقه در پری–شو | | |          |

## مطالب مرتبط
- فهرست قهرمانان کنونی دبلیودبلیوئی
- دبلیودبلیوئی استامپینگ گروندز